# Amber Kraak
Amber Kraak (Oss, 29 juli 1994) is een Nederlandse roeister en wegwielrenster die sinds 2024 rijdt voor de Franse wielerploeg FDJ-Suez. Hiervoor reed ze drie jaar voor Team Jumbo-Visma.

## Carrière
In 2016 werd Kraak als roeister wereldkampioene lichte dubbeltwee O23.
Kraak deed eerst aan roeien, maar sinds mei 2021 is ze wielrenster voor Team Jumbo-Visma.
De eerste wedstrijd waaraan ze deelnam was het Nederlands kampioenschap, waar ze als 23e finishte. Een week later nam ze deel aan de laatste editie van La Course en later dat jaar ook aan onder andere de Ladies Tour of Norway en Ceratizit Challenge.
In het voorjaar van 2022 won Kraak de Volta Limburg Classic en kwam ze onder meer in actie tijdens de Ardense klassiekers Waalse Pijl en Luik-Bastenaken-Luik. In juni werd ze 11e in de tijdrit van de Ronde van Zwitserland en in juli nam ze deel aan de Giro Donne. In augustus won ze het bergklassement van de Ronde van Scandinavië en werd ze tweede in de GP de Plouay na een sprint à deux met de Spaanse Mavi García.

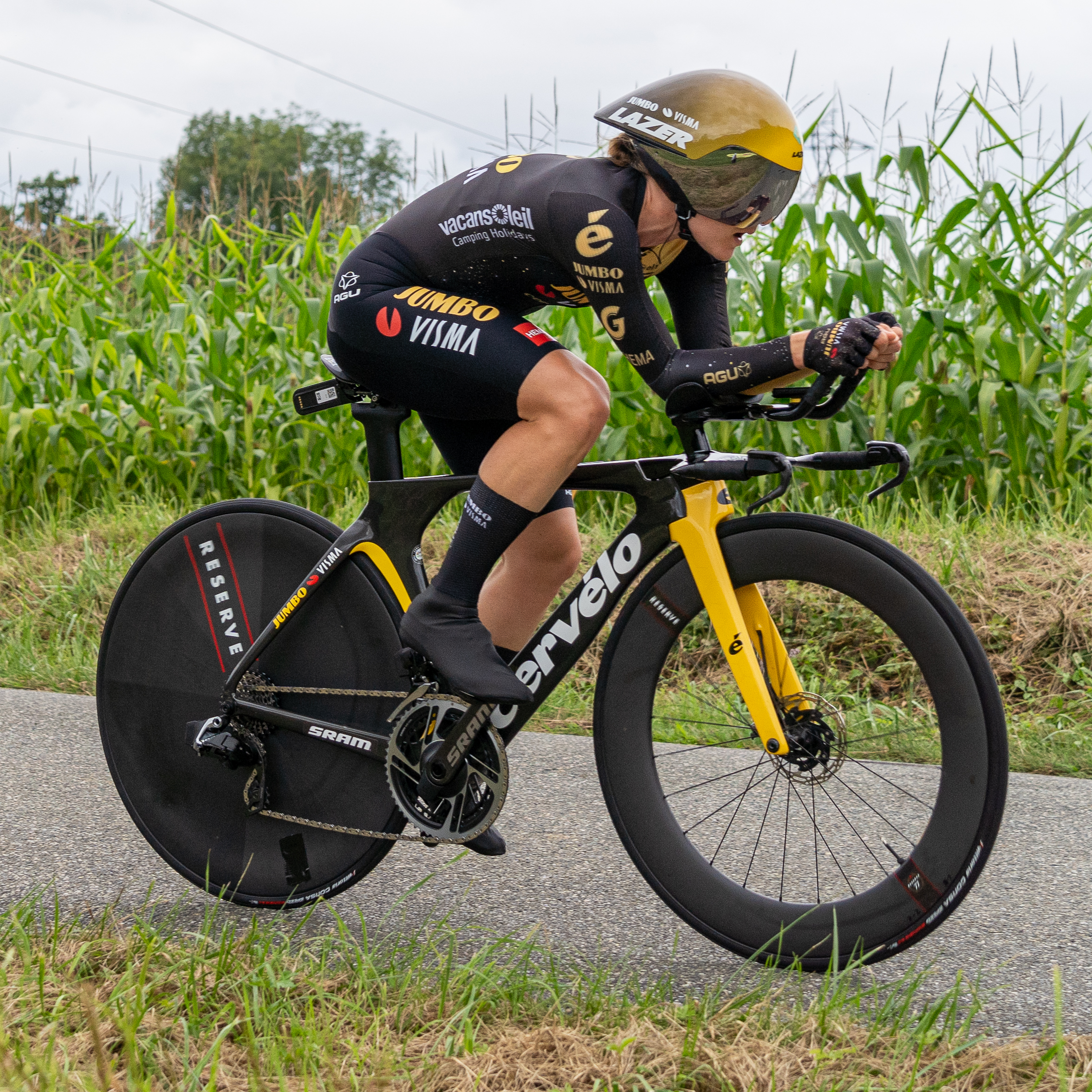
Tijdrit in de Tour de France Femmes 2023

Op 1 mei 2023 won ze met haar ploeg Jumbo-Visma de openingsploegentijdrit van de Ronde van Spanje, waardoor haar ploeggenote Anna Henderson de leiderstrui mocht dragen. Kraak nam in juli voor het eerst deel aan de Tour de France Femmes. Op 12 augustus won ze de Franse koers La Périgord Ladies. Later die maand werd ze tweede in de tijdrit van de Ronde van Scandinavië, waarmee ze zich verzekerde van de derde plek in het eindklassement, achter Annemiek van Vleuten en Cecilie Uttrup Ludwig. In oktober werd bekend dat ze vanaf 2024 twee jaar voor FDJ-Suez rijdt.

## Overwinningen

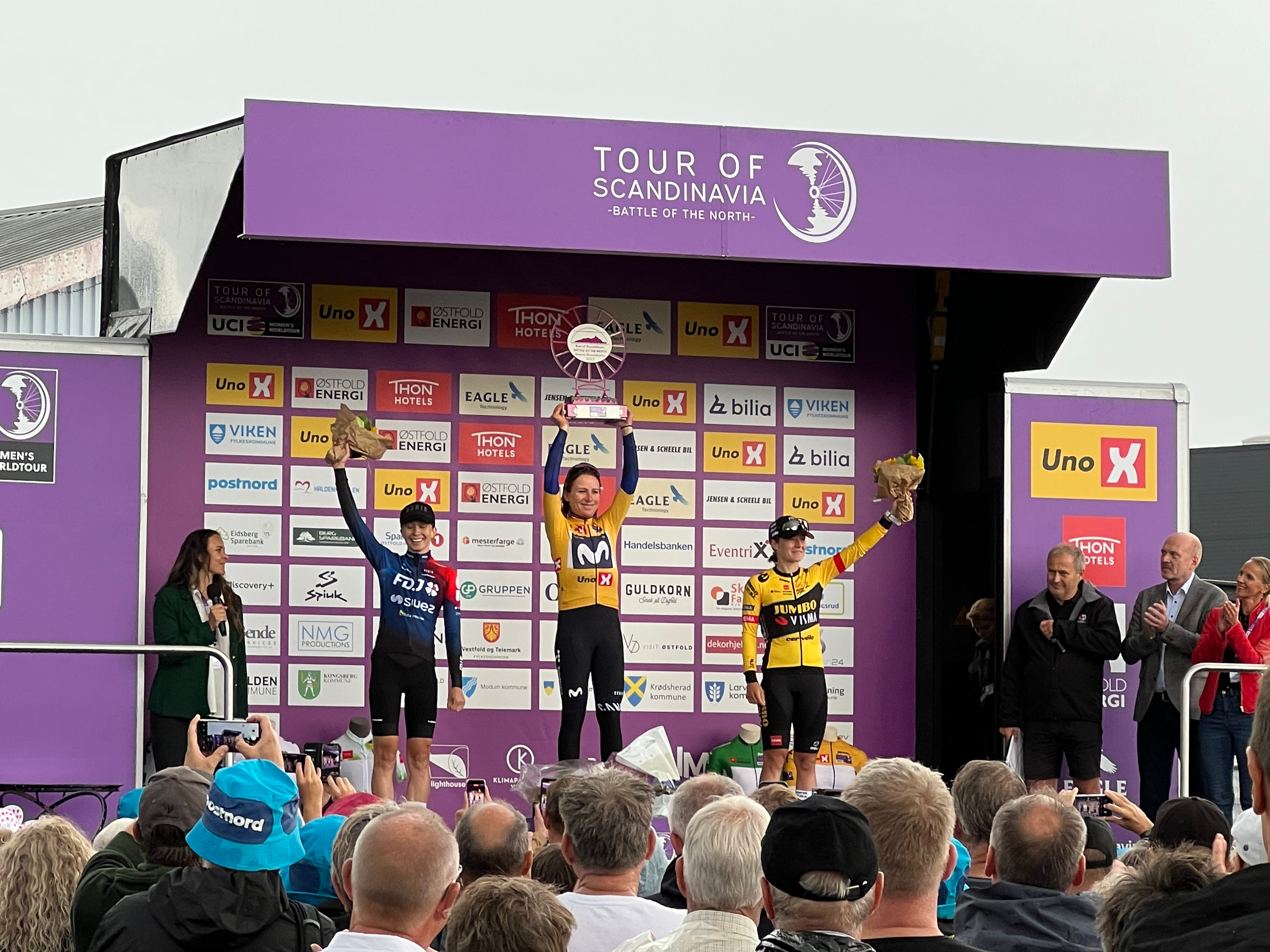
Podium van Ronde van Scandinavië 2023

2022
Volta Limburg Classic
Bergklassement Ronde van Scandinavië
2023
1e etappe Ronde van Spanje (ploegentijdrit)
La Périgord Ladies
2024
4e etappe Ronde van de Verenigde Arabische Emiraten
 NK Gravel
2025
2e etappe Ronde van Zwitserland

## Resultaten in voornaamste wedstrijden
| Jaar | Ronde van Italië | Ronde van Frankrijk | Ronde van Spanje |
| ---- | ---------------- | ------------------- | ---------------- |
| 2021 |                  |                     | 22e              |
| 2022 | 53e              |                     | 17e              |
| 2023 |                  | 17e                 | 22e              |
| 2024 |                  |                     | 45e              |
| 2025 |                  | 51e                 |                  |

| Jaar | Gent-Wevelgem | Ronde van Vlaanderen | Parijs-Roubaix | Amstel Gold Race | Luik-Bast.‑Luik | Strade Bianche | Brabantse Pijl | Classic Lorient Agglomération |
| ---- | ------------- | -------------------- | -------------- | ---------------- | --------------- | -------------- | -------------- | ----------------------------- |
| 2021 |               |                      |                |                  |                 |                |                | 41e                           |
| 2022 |               |                      |                |                  | 38e             |                | 32e            | ↑                             |
| 2023 |               |                      |                | 51e              | 22e             | 32e            |                | 20e                           |
| 2024 |               | 36e                  | 5e             | 8e               | 49e             | 18e            | 6e             |                               |
| 2025 | 82e           | 28e                  | 32e            | 66e              |                 |                | 52e            |                               |

### Resultaten in overige rondes
| Jaar | Tour Down Under | UAE Tour | Wielerweek van Valencia | Ronde van het Baskenland | Festival Elsy Jacobs | RideLondon Classique | Ronde van Zwitserland | Ronde van Scandinavië | Ronde van Romandië |
| ---- | --------------- | -------- | ----------------------- | ------------------------ | -------------------- | -------------------- | --------------------- | --------------------- | ------------------ |
| 2021 |                 |          |                         |                          |                      |                      |                       | 42e                   |                    |
| 2022 |                 |          | 43e                     |                          | opgave               | 22e                  | 31e                   | 66e                   |                    |
| 2023 |                 |          | 74e                     | 11e                      |                      |                      | 9e                    | ↑                     | 27e                |
| 2024 |                 | 39e (1)  | 19e                     |                          |                      |                      |                       |                       |                    |
| 2025 | 25e             |          | 48e                     |                          |                      |                      | (1)                   |                       |                    |

(*) tussen haakjes aantal individuele etappeoverwinningen

## Ploegen
- 2021 –  Jumbo-Visma
- 2022 –  Jumbo-Visma
- 2023 –  Jumbo-Visma
- 2024 –  FDJ-Suez
- 2025 –  FDJ-Suez

Beekhuis · Henderson · Kasper · Koster · Markus · Mathiesen · Soet · Swinkels · Van de Velde · Van den Bos · Van der Burg · Vos
Achtereekte · Beekhuis · van den Bos · Henderson · Kasper · Koster · Kraak · Labecki · Markus · Riedmann · Rüegg · Soet · Swinkels · Vos
Achtereekte · van Agt · Beekhuis · Cadzow · van Empel · Henderson · Kraak · Labecki · Markus · Oudeman · Reijnhout · Riedmann · Rüegg · Swinkels · Veenhoven · Vos
Adegeest · Brown   · Buysman · Cavalli · Curinier · Demay · Duval · Guazzini · Kraak · Le Net · Molengraaf · Muzic · Uttrup Ludwig · Verhulst · Vigilia · Wiel
Adegeest · Buysman · Chabbey · Curinier · Demay · Duval · Gery · Guazzini · Kraak · Labous · Le Net · Molengraaf · Muzic · Rayer · Vigilia · Vollering · Wiel · Wollaston